# Parallidiostoma tricornum
Parallidiostoma tricornum är en skalbaggsart som beskrevs av Federico Ocampo och Colby 2009. Parallidiostoma tricornum ingår i släktet Parallidiostoma och familjen Hybosoridae. Inga underarter finns listade i Catalogue of Life.